# Jacques Ier (roi d'Écosse)
Pour les articles homonymes, voir Jacques Ier, Jacques Stuart et Stuart.
Jacques Ier (James I en anglais, Seumas I en gaélique écossais), dit « le captif », né le 25 juillet 1394 à Dunfermline, mort le 21 février 1437 à Perth, fut roi d'Écosse (King of Scots), théoriquement de 1406 à 1437, bien qu'entre 1406 et 1424, il ne fut roi que de nom étant retenu prisonnier en Angleterre. Il est le dernier fils de Robert III d'Écosse et de son épouse Annabella Drummond.
Il est également l'auteur d'un poème narratif, The Kingis Quair, dans lequel est évoquée son expérience carcérale.

## Biographie

### Jeunesse
Le roi Robert III d'Écosse ayant été sévèrement blessé par une ruade, c'est son frère cadet Robert comte de Fife qui exerce la réalité du pouvoir. Mais il doit le partager à partir de 1399 avec le duc David Stuart, le fils aîné de Robert III, héritier du trône. L'oncle et le neveu ne s'entendent pas et le second trouve la mort dans des circonstances troublantes en 1402 au château de Falkland.
À la mort de son frère aîné, Jacques devient héritier du royaume à l'âge de huit ans. Robert III prend la décision de l'envoyer en France en 1406 pour garantir sa sécurité.
Pendant ce voyage, son navire est capturé en février par des pirates anglais et il est amené à Henri IV d'Angleterre qui le met en résidence surveillée et demande une rançon à son père. Robert III, dit-on, serait mort de chagrin à cette nouvelle. L'oncle du jeune Jacques, Robert, duc d'Albany, devient donc régent d'Écosse, mais ne se presse pas pour payer la rançon du jeune roi, conservant ainsi son pouvoir sur le royaume. Jacques Ier reste dix-huit ans détenu à la cour de Windsor. Pendant cette captivité, il reçoit une excellente éducation, se familiarise avec l'administration et le gouvernement et accompagne même Henri V lors de campagnes militaires en France. Il compose également des poèmes et s'éprend de Jeanne Beaufort, une princesse anglaise avec qui il se fiance.
Robert d'Albany meurt en 1420 et la régence passe à son fils Murdoch. C'est pendant la régence des deux ducs d'Albany que le roi de France Charles VII obtint de l'allié écossais l'envoi d'un corps expéditionnaire qui lui est fort utile pour combattre les Anglais pendant la période de la guerre de Cent Ans comprise entre le traité de Troyes et l'intervention de Jeanne d'Arc. La rançon de 40 000 £ est enfin payée. Jacques épouse alors Jeanne, fille de Jean Beaufort, comte de Somerset, le 2 février 1424 à Southwark près de Londres, dont il a huit enfants. Le couple retourne ensuite en Écosse où il trouve le pays dans le chaos.

### Roi des Écossais
Jacques fut couronné roi par  Henry de Wardlaw à l'abbaye de Scone dans le Perthshire le 2 ou le 21 mai 1424. Il s'attela tout de suite à la reprise en main du royaume. Il fit notamment exécuter son cousin Murdoch, le fils de Robert d'Albany auquel il avait succédé comme régent (entre 1420 et 1424), ainsi que deux de ses fils Walter et Alexandre, le 24 mai 1425. La sévérité de Jacques Ier s'étendit aux alliés de Murdoch dont certains furent exécutés comme son beau-père Duncan de Lennox, d'autres arrêtés ou exilés avec confiscation de leurs biens.
À partir de 1427, il mène une série de campagnes dans les Highlands qui aboutit à soumettre Alexandre II MacDonald, seigneur des Îles, pratiquement indépendant jusqu'alors.
Jacques mena à bien de nombreuses réformes financières et légales, gagnant le qualificatif de roi législateur. Les lois sont promulguées en langue vulgaire pour que chacun les comprenne et non plus en latin comme antérieurement. Il tenta de réformer le parlement d'Écosse sur le modèle anglais. Très pieux, il entreprit une réforme des monastères bénédictins et lutta contre les hérésies, notamment le lollardisme de Wyclif et le hussisme. Sur le plan de la politique étrangère, il renouvela la Vieille Alliance (Auld Alliance) franco-écossaise en 1428 et accorda la main de sa fille Marguerite au dauphin Louis. Mais plus prudent que les régents Albany, il rechigna à envoyer en France de nouvelles troupes. En octobre 1430, son épouse lui donne enfin, après cinq filles, les héritiers mâles qu'il attendait, des fils jumeaux : Alexandre Stuart, duc de Rothesay, qui meurt la même année et Jacques.

### Politique
Sa politique suscita de nombreux mécontentements, ce qui amène dans les dernières années de son règne une contestation sur la légitimité royale notamment après sa vaine tentative au cours de l'été 1436 de reprendre Roxburgh. Le grand-père de Jacques Ier, Robert II s'était marié deux fois. Son premier mariage, dont descendait Jacques, s'était passé dans des conditions douteuses.
Les descendants du second mariage contestèrent la légitimité du roi. Il fut finalement assassiné par Sir Robert Graham (en), au couvent dominicain de Perth en février 1437. Toutefois, son épouse la reine et les régents, dont son cousin Archibald Douglas, s'emparent du pouvoir pour le compte de son fils Jacques II. Ils font exécuter en mars 1437 tous ceux qui avaient trempé dans le complot, comme Walter Stuart, comte d'Atholl, oncle de Jacques Ier, ainsi que son petit-fils Robert Stewart d'Atholl, tous les deux descendants de Robert II.
Jacques Ier est enterré dans l'église de la chartreuse de Perth, aujourd'hui disparue.

## Mariage et descendance
Le 2 février 1424, il épouse, à Londres, Jeanne Beaufort, fille de Jean Beaufort, 1er comte de Somerset et de Marguerite Holland. Ils eurent ensemble huit enfants :
- Marguerite d'Écosse (1424-1445), qui épousa à Tours le 24 juin 1436 le dauphin, futur Louis XI de France
- Isabelle d'Écosse (morte en 1494) qui épousa le 30 octobre 1442 à Auray le duc François Ier de Bretagne
- Éléonore Stuart née le 26 octobre 1427 morte le 20 novembre 1480 qui épousa le 12 février 1449 le duc Sigismond d'Autriche.
- Marie Stuart (1428-1465), comtesse de Buchan qui épousa vers 1444 Jean de Borsele
- Jeanne d'Écosse qui épousa 1) le 18 octobre 1440 James Douglas, comte d'Angus (mort en 1446) 2) vers 1459 James Douglas, comte de Morton (mort en 1493)
- Alexandre Stuart duc de Rothesay (mort le 16 octobre 1430).
- Jacques II d'Écosse,
- Annabelle d'Écosse qui épousa 1) le 14 décembre 1447 Louis de Savoie, comte de Genève div 1458 2) Georges Gordon, 2e comte d'Huntly.